# Víctor Mejía
Víctor „Fríjol” Cruz Mejía (ur. 10 kwietnia 1993 w Melchor de Mencos) – belizeński piłkarz pochodzenia gwatemalskiego występujący na pozycji środkowego obrońcy, reprezentant kraju.

## Kariera klubowa
Gamboa pochodzi z miasta Melchor de Mencos, położonego na granicy z Belize. Karierę rozpoczynał w czwartoligowym zespole ze swojej miejscowości, Real Melchor, lecz szybko przeniósł się do ekipy Hankook Verdes FC z oddalonego o 15 kilometrów belizeńskiego miasta San Ignacio, występującej w najwyższej klasie rozgrywkowej tego kraju. Po kilku miesiącach powrócił do Gwatemali, gdzie występował w trzecioligowych klubach Panzos FC i Deportivo San Luis, by potem po raz kolejny zostać piłkarzem Hankook Verdes (już pod nazwą Verdes FC). Następnie spędził jeden rok w Deportivo San Luis.
W 2015 roku Mejía po raz trzeci zasilił Verdes FC, z którym w sezonie 2014/2015 Closing wywalczył mistrzostwo Belize, będąc czołowym obrońcą rozgrywek. Wziął również udział w Lidze Mistrzów CONCACAF. Później udał się na testy do klubu Deportivo Guastatoya z pierwszej ligi gwatemalskiej, jednak nie zaproponowano mu umowy i ostatecznie dołączył do gwatemalskiego drugoligowca Deportivo Sayaxché. Po roku powrócił do Verdes, któremu pomógł w zdobyciu najpierw wicemistrzostwa (2016/2017 Closing), a następnie mistrzostwa Belize (2017/2018 Opening). Był wówczas chwalony za swoją grę w powietrzu, wyprowadzanie piłki i charakter.

## Kariera reprezentacyjna
Po kilku latach gry w Belize Mejía otrzymał belizeńskie obywatelstwo i zdecydował się występować w tamtejszej drużynie narodowej. W reprezentacji Belize zadebiutował za kadencji selekcjonera Palmiro Salasa, 22 marca 2018 w wygranym 4:2 meczu towarzyskim z Grenadą.